# HMS Marlborough (1912)
La HMS Marlborough, quinta nave da guerra della Royal Navy britannica a portare questo nome in onore di John Churchill, I duca di Marlborough, è stata una nave da battaglia classe Iron Duke. Costruita nei cantieri di Devonport, venne impostata il 25 gennaio 1912, varata il 24 ottobre dello stesso anno ed entrò in servizio nel giugno 1914.

## Servizio
Durante la prima guerra mondiale fece parte della Grand Fleet con base a Scapa Flow, nel 1º Squadrone da Battaglia, del quale fu nave ammiraglia fino al febbraio 1917, sotto il comando di Sir Edmund Percy Fenwick George Grant.
Combatté nella battaglia dello Jutland del 31 maggio 1916 dove, dopo aver sparato 162 colpi da 342,9 mm, fu colpita da un siluro; dovette essere rimorchiata in porto per le riparazioni, al termine delle quali il 29 luglio 1916 tornò alla Grand Fleet.
Nel 1919, durante la guerra civile russa, la Marlborough era in servizio nel Mar Nero e su ordine del re Giorgio V salvò sua zia, l'Imperatrice vedova Marija Fëdorovna Romanova, ed altri membri della famiglia imperiale russa, incluso il granduca Nikolaj Nikolaevič ed il principe Feliks Jusupov.
Dopo la guerra la Marlborough rimase nella Royal Navy, in base ai termini del trattato navale di Washington, fino al 27 giugno 1932 quando fu venduta come rottame alla Metal Industries di Rosyth per la demolizione.